# توماس كريستي
توماس كريستي هو سياسي كندي، ولد في 8 مارس 1834 في غلاسكو في المملكة المتحدة، وتوفي في 5 أغسطس 1902 في لاشوت في كندا. حزبياً، نشط في الحزب الليبرالي الكندي. وقد انتخب عمدة وانتخب عضو مجلس العموم الكندي.